# Dezentrales Netzwerk
Das dezentrale Netzwerk ist ein Begriff aus der Informatik und beschreibt die Vernetzung von Computern. Hierbei sind die einzelnen Verbindungen nach keinem besonderen Schema angeordnet, sondern die einzelnen Knoten sind untereinander mehrfach miteinander verbunden (vermascht). Für die Kommunikation gibt es verschiedene Parameter wie beispielsweise das Datenaufkommen, die Kosten für einzelne Verbindungen und die Absicherung einzelner Knoten. Durch diese Art der Verbindung entstehen komplexe Netze, die mit intelligenten Übertragungseinstellungen und Lastverteilungen sehr stabile Datenübertragungen gewährleisten können. So ist auch bei Ausfall einer oder mehrerer Verbindungen gleichzeitig die Kommunikation gewährleistet.
U. a. ist das Internet als dezentrales Netzwerk angelegt, das jedoch durch determinierte Verbindungsrouten auch zentralisierende Schemata nutzt.